# Noka
Noka, banoka eller river bushmen är en folkgrupp i Botswana, i Okavangodeltat i landets nordvästra del. Det anses att de har invandrat från halvökenområdena i söder, och de har efterhand blandat sig med andra grupper i området. I dag har de mer gemensamt med de bantutalande grannfolken än med sanfolken på savannen, även om de lokalt klassificeras som "bushmän". Traditionella näringar hos noka är jakt, fiske, samling av mat och en del jordbruk.